# 卡姆尼克-薩維尼亞阿爾卑斯山脈

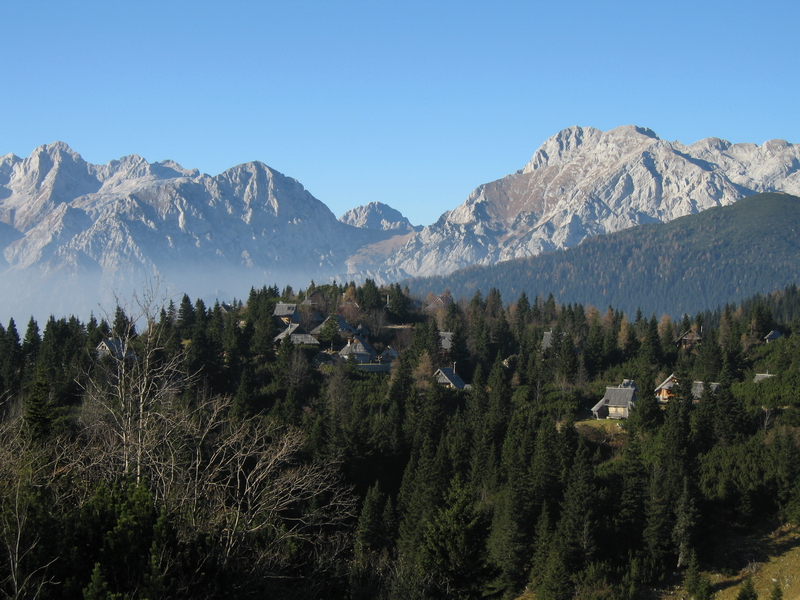

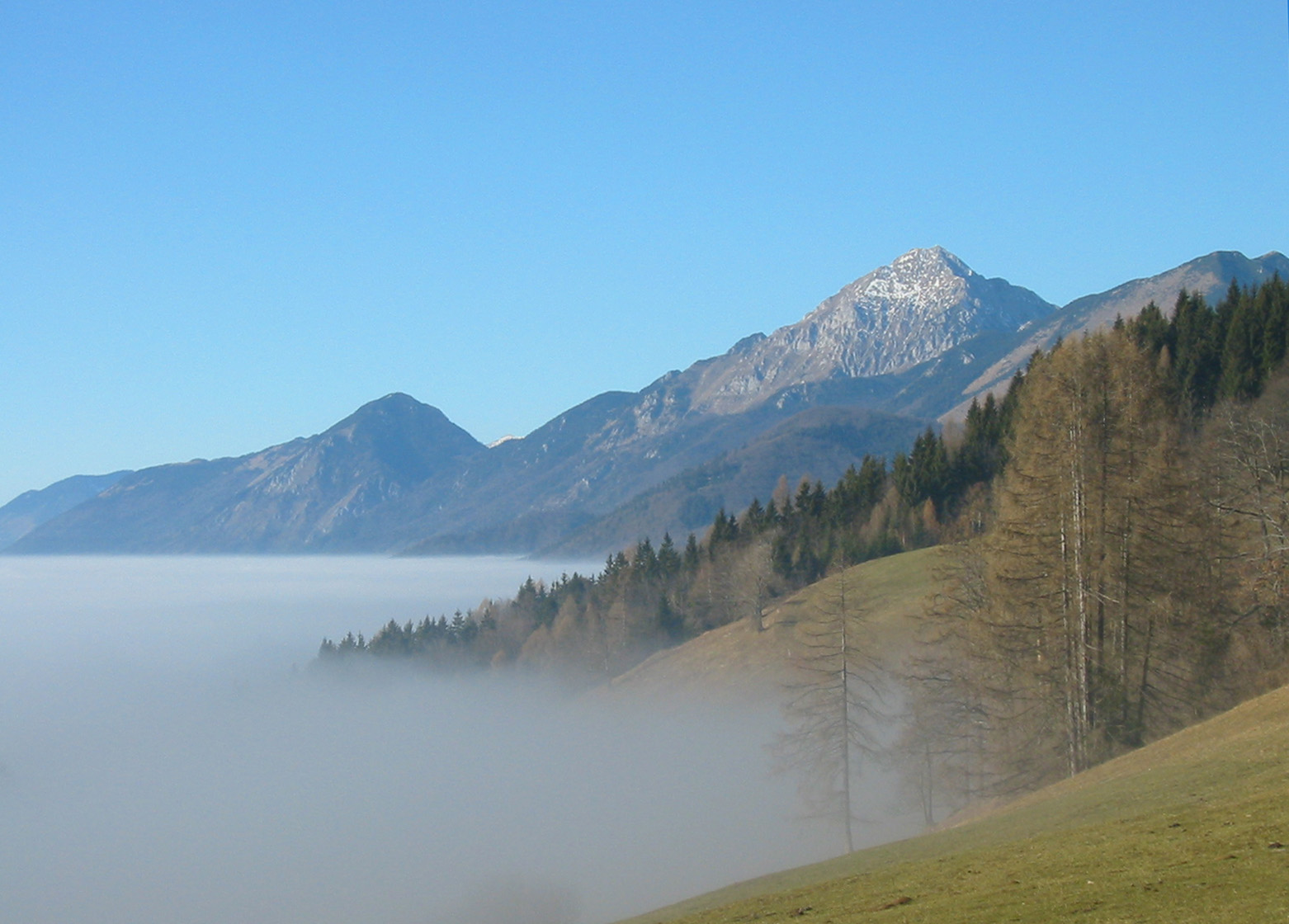

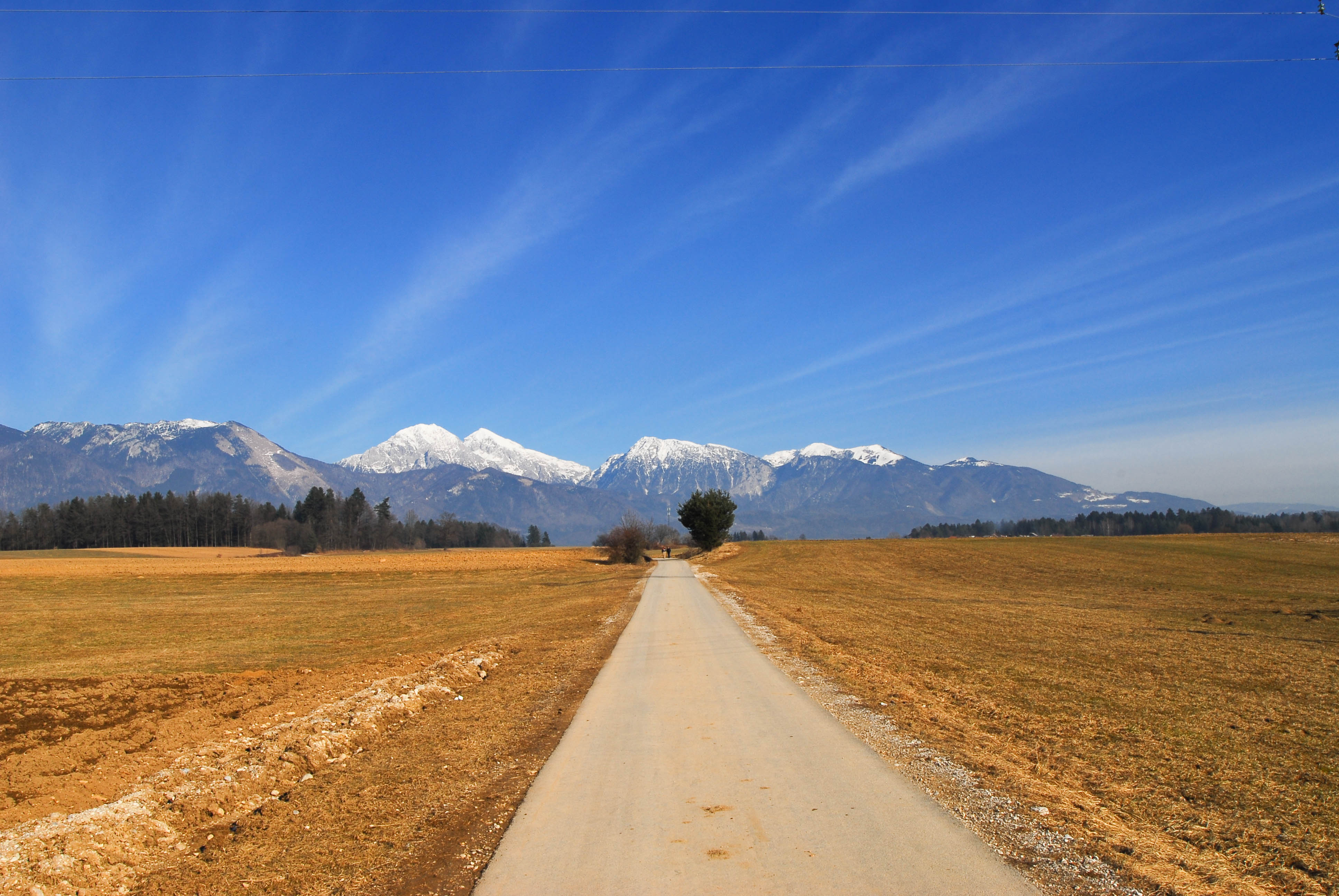

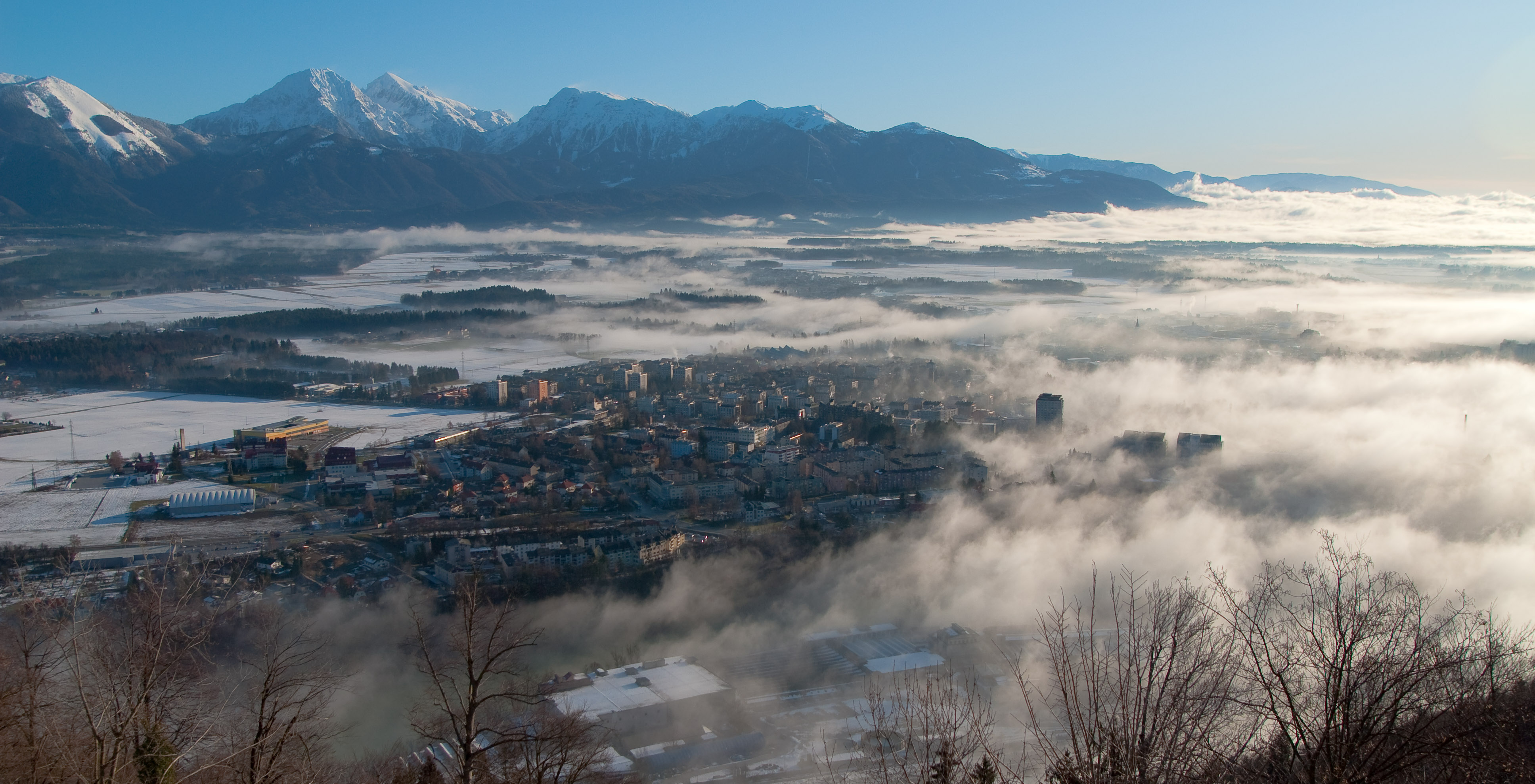

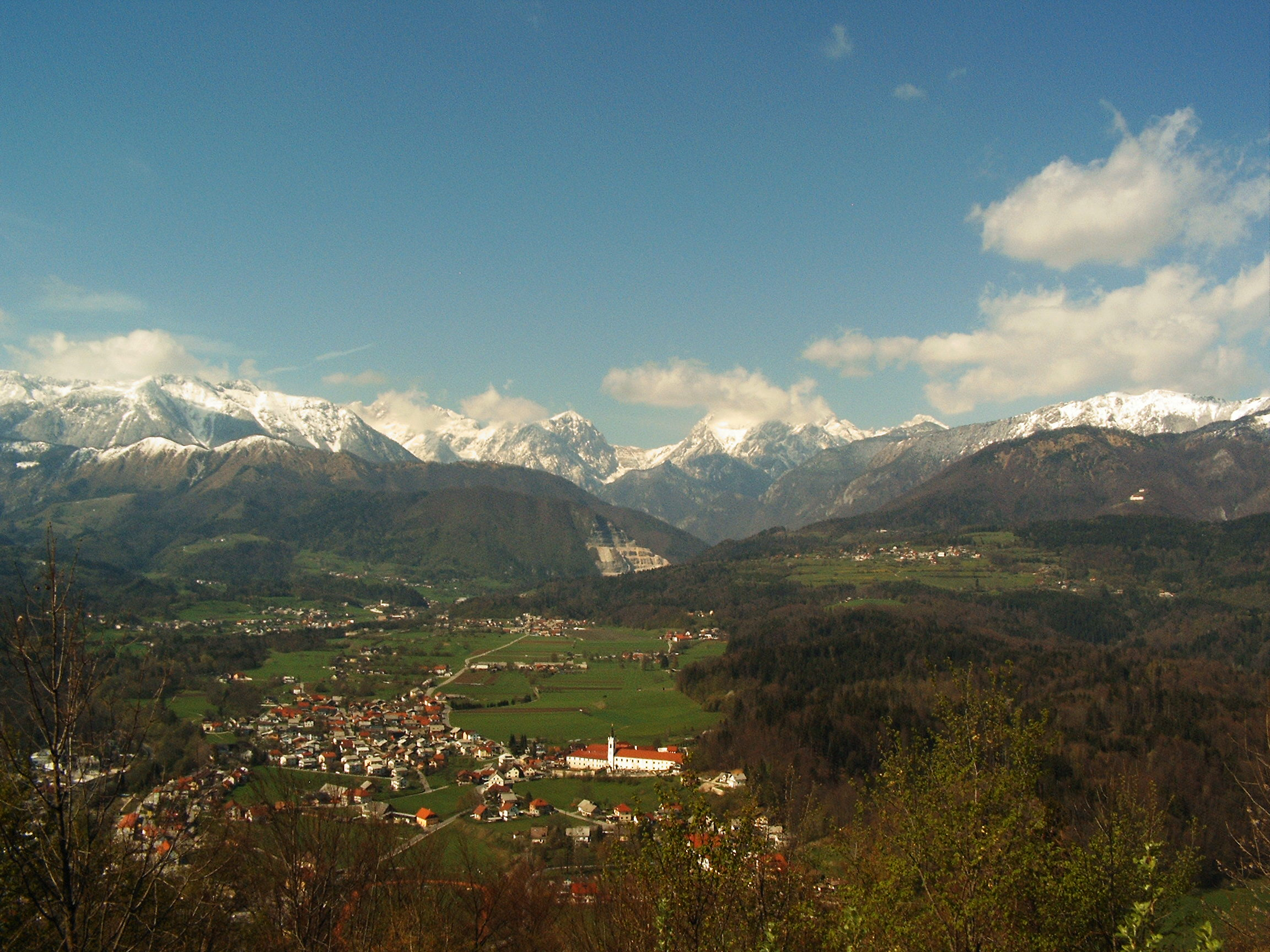

卡姆尼克-薩維尼亞阿爾卑斯山脈是歐洲的山脈，是南石灰岩山脉的一部分，橫跨斯洛文尼亞和奧地利，最高點海拔高度2,558米。

## 外部連結
- Kamnik–Savinja Alps on Hiking Trail （页面存档备份，存于）